# Conde de Terena
O título de Conde de Terena foi criado por decreto da rainha D. Maria II de Portugal, datado de 28 de Setembro de 1835, a favor de Sebastião Correia de Sá, 1.º marquês de Terena.

## Titulares
1. Sebastião Correia de Sá, 1.º marquês de Terena;
2. Maria Emília Jácome Correia de Sá, 2.ª viscondessa de São Gil de Perre;
3. Luís Brandão de Melo Cogominho Pereira de Lacerda, 2.º marquês de Terena;
4. Eugénia Maria Brandão de Melo Cogominho, 3.ª marquesa de Terena.
Após a implantação da República e o fim do sistema nobiliárquico, tornou-se pretendente ao título Ana Maria da Piedade Teles da Silva Caminha e Meneses, 8.ª condessa de Vilar Maior (1932-).